# Ricardo Bueno
Ricardo Bueno da Silva (San Paolo, 15 agosto 1987) è un calciatore brasiliano, attaccante dell'América-RN.

## Caratteristiche tecniche
È un centravanti.